# Protocytheretta multicostata
Protocytheretta multicostata is een mosselkreeftjessoort uit de familie van de Cytherettidae. De wetenschappelijke naam van de soort is voor het eerst geldig gepubliceerd in 1997 door Whatley, Moguilevsky, Toy, Chadwick & Ramos.